# Jan Franc
Jan Franc (* 27. července 1991 Praha) je český trenér běhu na lyžích. Jako trenér reprezentace se zúčastnil dvou olympiád a tří mistrovství světa.

## Trenérská kariéra
K lyžování ho přivedl otec, který ho bral jako malého na lyže na hory. Je odchovancem LK Slovan Karlovy Vary. V letech 2009 – 2015 závodil za Duklu Liberec, účastnil se závodů Slavic Cupu, FIS a Marathon Cupu. V té době již také studoval trenérství na FTVS UK, obor Tělesná výchova a sport, specializace běh na lyžích – v roce 2014 získal titul bakalář s absolventskou prací Rozdíl v zatížení organismu při jízdě na kolečkových a běžeckých lyžích a v roce 2017 titul magistr s magisterskou prací Analýza tréninkového procesu Martina Jakše v letech 2010 - 2016. V sezóně 2016/17 působil jako asistent trenéra u mužského reprezentačního výběru B. V květnu 2017, kdy vedení reprezentací v běhu na lyžích prošlo kompletní obměnou, převzal reprezentační tým žen. Tehdejší reprezentační výběr tvořily Petra Nováková, Kateřina Beroušková, Karolína Grohová, Sandra Schützová, Anna Sixtová, Kateřina Janatová a Zuzana Staňková. V situaci, kdy v předchozí sezoně české běžkyně na lyžích ani jednou nebodovaly ve Světovém poháru, byl cílem návrat ke společným reprezentačním tréninkům místo individuálního trénování, které výsledky nepřineslo. Ovšem Beroušková a Nováková se opět připravovaly individuálně se svými trenéry, až o rok později absolvovala celá ženská reprezentace společnou letní přípravu a z pohledu trenéra jeho svěřenkyně při ní fungovaly výborně. V prvních dvou sezónách pod Francovým vedením stály výsledky ženské reprezentace především na Novákové a Berouškové – Razýmové, od sezony 2019/2020 se výrazněji začaly prosazovat také Janatová a Beranová, která se stala členkou reprezentace v roce 2018. V roce 2022 došlo v trenérském týmu reprezentace k přerozdělení kompetencí – Jan Franc, který již pět sezon vedl ženskou část družstva, se stal nově hlavní trenérem pro oba výběry a jeho asistenty se stali Vasil Husák u mužů a Dušan Augustiňák u žen. Mistrovství světa v Planici bylo pro české běžce na lyžích nejúspěšnější od dob Neumannové, Koukala a Bauera – Michal Novák se po Koukalovi v roce 2003 a Razýmovi v roce 2009 stal teprve třetím Čechem historie, kterému se povedlo proniknout mezi top 6 sprinterů na světovém šampionátu a ve finále 4. místem zajel nejlepší český výsledek historie sprintů, svá kariérní maxima na šampionátech si v Planici zajeli také Tereza Beranová (12. ve sprintu), Kateřina Razýmová (13. ve skiatlonu), Kateřina Janatová (17. ve sprintu), Adam Fellner (21. ve skiatlonu) a Luděk Šeller (23. ve sprintu).